# Пам'ятник Джордано Бруно
Пам'ятник Джордано Бруно створений Етторе Феррарі та встановлений в 1889 році на площі Кампо деї Фіорі в Римі (Італія).

## Історія створення
Пам'ятник філософу-пантеїсту Джордано Бруно був замовлений масонами у відповідь на енцикліку «Humanum Genus», яку 20 квітня 1884 опублікував папа Римський Лев XIII. У цій енцикліці масонство було віднесено до «сект, в яких відроджений непокірний дух бісівський». Пам'ятник засудженому католицькою церквою і спалений за єресь Джордано Бруно запропонували створити скульпторові-масону Етторе Феррарі.
Питання про встановлення пам'ятника було розглянуто в муніципальній раді Риму. Його консервативна католицька більшість відхилила цю пропозицію і не дало згоди на установку статуї. Частина студентства Римського університету сприйняло дане рішення вельми негативно.

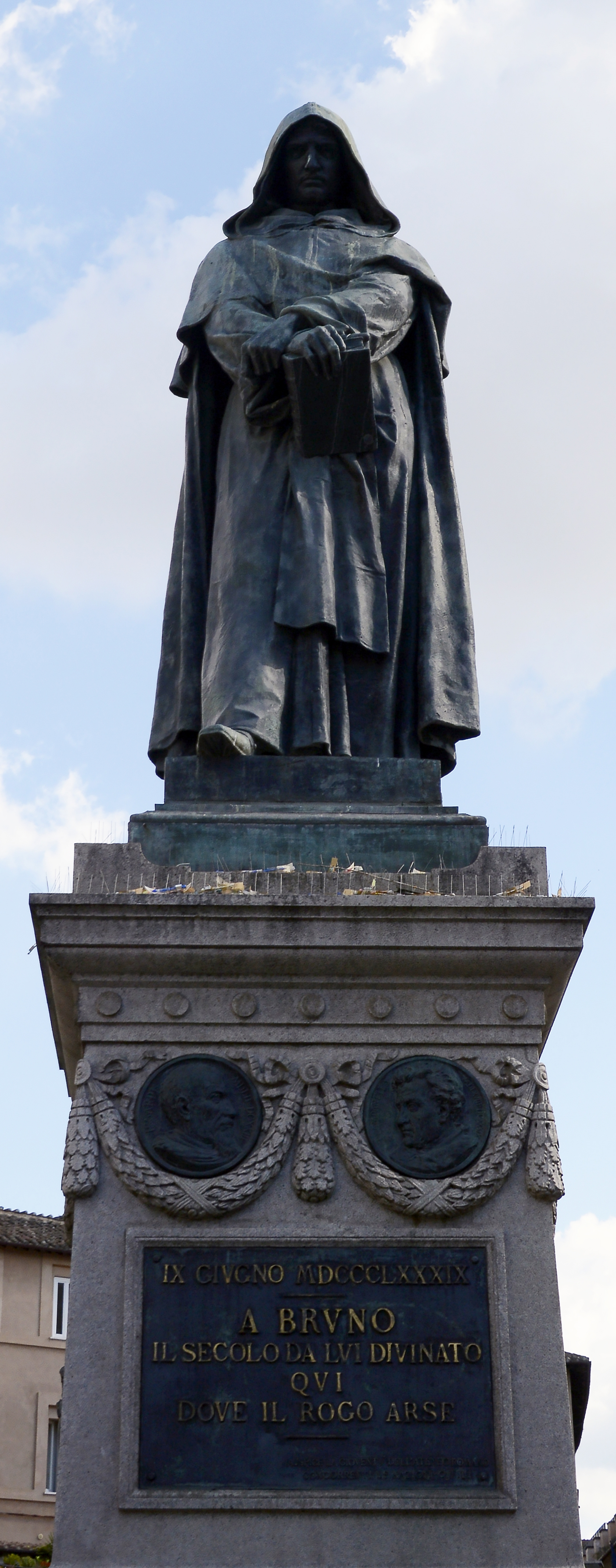

Етторе Феррарі виконав роботу безплатно. У зв'язку із забороною на зведення пам'ятника Бруно скульптура кілька років пролежала в майстерні. Після перевиборів муніципальної ради новий його склад дав дозвіл на установку статуї на одній з центральних площ Риму — площі Кампо деї Фіорі, на якій Джордано Бруно і був спалений за єресь 17 лютого 1600 року. На відкритті пам'ятника 9 червня 1889 року площа була прикрашена прапорами безлічі громадських організацій.
Професор Джованні Бовіо підготував відозву, в якому говорилося:

Хто б не пішов в Рим на вшанування споруджуваного пам'ятника, він буде відчувати, що відмінність націй і мов він залишив позаду і вступив на батьківщину, де немає цих перегородок. Присутні на відкритті пам'ятника, встановленого за згодою і на грошові кошти всіх народів, будуть тим свідчити, що Бруно підняв голос за свободу думки для всіх народів і своєю смертю у всесвітньому місті освятив цю свободу.

Сьогодні місце встановлення пам'ятника на площі Кампо деї Фіорі є центром щорічного проведення різних заходів атеїстів і вільнодумців.

### Опис пам'ятника

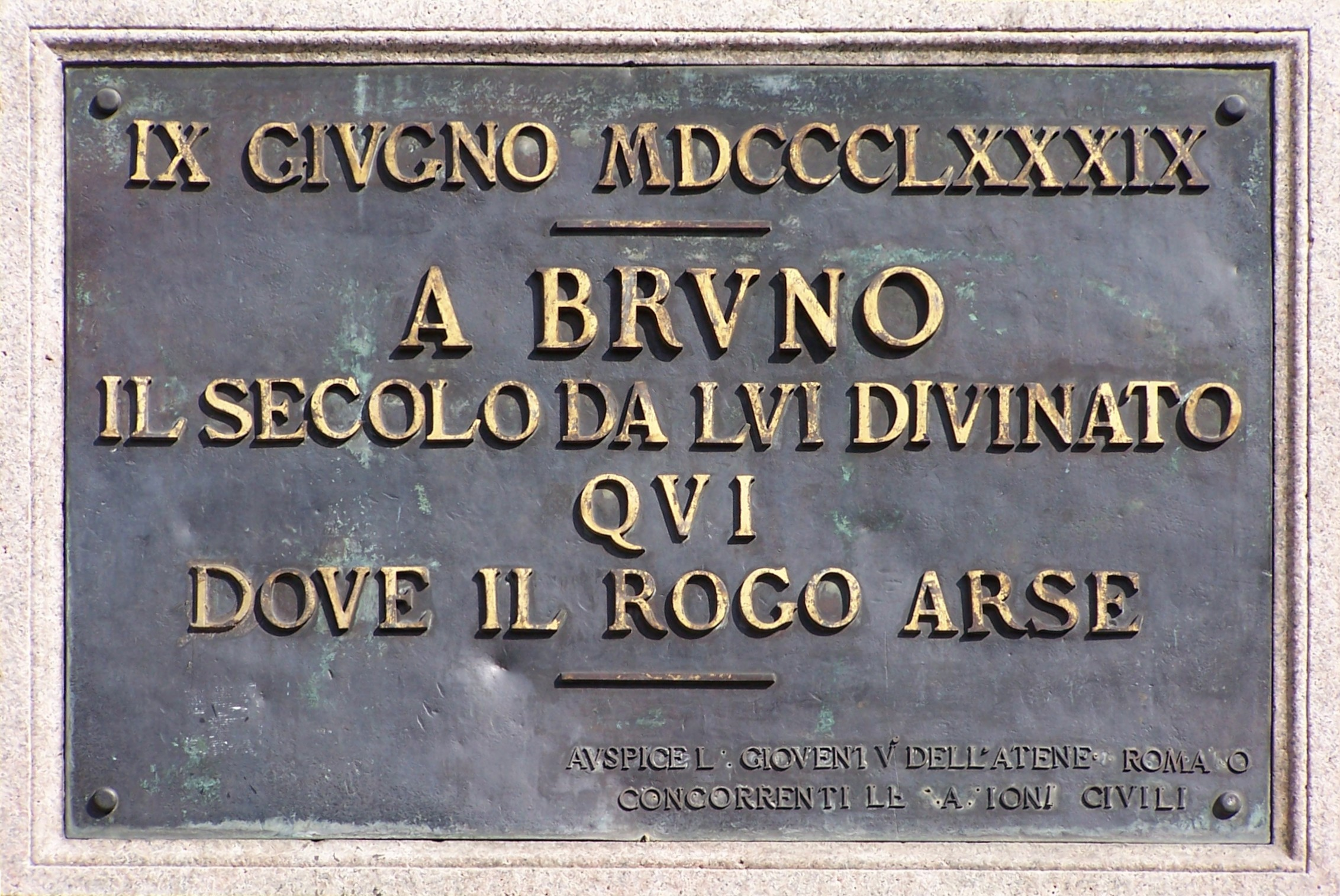
Напис на дошці під статуєю: «9 червня 1889 року. Джордано Бруно — від сторіччя, яке він передбачав, на тому місці, де запалили вогнище»

Статуя повнорозмірна, Джордано Бруно стоїть на повний зріст, з перехрещеними руками, в яких тримає книгу, голова його покрита капюшоном. Статуя встановлена на високому п'єдесталі.
У верхній частині п'єдесталу на кожній стороні розташовані по два облямовані гірляндами барельєфа із зображеннями історичних персоналій, які, на думку скульптора, або були послідовниками Бруно, або були страчені або вбиті за релігійними мотивами, або зазнали переслідувань за свої погляди та переконання — Мігеля Сервета, Петра Рамуса, Томмазо Кампанелли, Джона Вікліфа, Яна Гуса, Аоніо Палеаріо, Паоло Сарпі і Джуліо Чезаре Ваніні. Під ними з фронтальної сторони розміщена підписана дошка, а з трьох інших сторін пам'ятника — барельєфи, на яких зображені ключові моменти біографії Бруно: диспут в Оксфорді, винесення смертного вироку і спалення на вогнищі.

### Інші однойменні статуї
Ще одна статуя із зображенням смерті Бруно на вогнищі була споруджена за проєкт Олександра Польцина (Polzin) 2 березня 2008 року на станції метро «Поштамтська площа» в Берліні. Статуя має вигляд витягнутої фігури, яка стоїть на голові.